# Marijan Čabraja
Marijan Čabraja (Póla, 1997. február 25. –)  horvát utánpótlás-válogatott labdarúgó, a Rijeka játékosa.

## Pályafutása

### Klubcsapatokban
A Jadran Poreč csapatában nevelkedett, onnan igazolt 2010 szeptemberében a Dinamo Zagreb akadémiájára. 2015. október 7 -én debütált a felnőttek között, a Dinamo tartalékcsapatában, a horvát másodosztályban.
2018. augusztus 1 -jén a HNK Gorica játékosa lett. Tíz nappal később mutatkozott be a horvát élvonalban az Inter Zaprešić elleni 3-2-es vereség alkalmával. 2018. december 14 -én, a Lokomotiva elleni mérkőzésen szerezte meg első gólját a csapatban, a találkozó 2-2-es döntetlenre végződött. Összesen 76 bajnokit játszott a Goricában.
2021 januárjában visszatért a Dinamo Zagrebhez, majd hat nappal később bemutatkozott a fővárosi csapatban egy Istra elleni bajnokin. A Horvát Kupában a Slaven Belupo elleni negyeddöntőben játszott először. Az idény végén bajnoki címet és kupagyőzelmet ünnepelhetett a csapattal. 2021 nyarán a magyar bajnok Ferencváros vette kölcsön a 2021–2022-es szezon végéig. 2022. február 11-én idő előtt visszatért a Dinamo Zagrebhez. 2022. február 15-én a szlovén Olimpija Ljubljana csapatába került kölcsönbe.
2022. július 13-án három évre aláírt a skót Hibernian csapatához.
2023 nyarán visszatért horvátországba a Rijeka csapatához.

### A válogatottban
Többszörös horvát utánpótlás-válogatott. Tagja volt a 2016-os U19-es labdarúgó-Európa-bajnokságon és a 2019-es U21-es labdarúgó-Európa-bajnokságon szerepelt kereteknek is.

## Sikerei, díjai
Dinamo Zagreb
- Horvát bajnok (1): 2020–2021
- Horvát kupagyőztes (1): 2020–2021

 Ferencvárosi TC
- Magyar bajnok (1): 2021–2022[11]
- Magyar kupagyőztes (1): 2022[12]